# Виолетово турако
Виолетовото турако (Musophaga violacea) е вид птица от семейство Туракови (Musophagidae).

## Разпространение и местообитание
Разпространен е в Бенин, Буркина Фасо, Гамбия, Гана, Гвинея, Гвинея-Бисау, Камерун, Кот д'Ивоар, Либерия, Мали, Нигер, Нигерия, Сенегал, Того, Централноафриканската република и Чад.